# عمر كوتيه
عمر كوتيه هو محامي وقاضي وسياسي كندي، ولد في 13 يناير 1906 في مونتريال في كندا، وتوفي بنفس المكان في 15 يونيو 1999. نشط حزبياً في الاتحاد الوطني. وقد انتخب عضو الجمعية الوطنية في كيبك ‏.